# Волапюк
Волапю̀к (на волапюк: Volapük – от vol – свят и окончание за родителен падеж -a и pük – език, т.е. „език на света“, „световен език“) е изкуствено създаден международен език. Автор на езика е Йохан Мартин Шлайер, немски католически свещеник. Законите на езика са поставени на три конференции – през 1884 г. във Фридрихсхафен, през 1887 г. в Мюнхен и през 1889 г. в Париж, като първите две са проведени на немски език, а последната – изцяло на волапюк.
Речниковият състав на езика е заимстван предимно от английския, но се срещат и доста думи, заимствани от немския и френския език.
В началото на 20 век езикът добива широка популярност, но впоследствие е изместен от есперанто, който е много по-опростен и лесен за научаване.
Интересен факт за волапюк е, че към днешна дата в света го говорят около 25 – 30 души. Обемът на Уикипедия на волапюк е над 111 000 статии, от които обаче почти всички са създадени автоматично. Макар езикът да се намира в сравнително неизгодно положение спрямо живите езици и есперанто, например, на него все още има интернет речници и списания – например Volapükagased: Zänagased pro Volapükanef (Вестникът на волапюк: Главният вестник за волапюкистите), както и един музей – Zänabür Volapüka.

## История

### Появяване и първа популярност
По думите на Шлайер, в нощта на 31 март 1879 г. той страда от безсъние, обикаля къщата си цяла нощ, докато сам Господ не идва при него и Шлайер вижда какъв трябва да бъде международният език. Цяла нощ той описва неговата граматика и речник, после започва да пише на него изречения, а след това и цели стихове.
Първата статия за волапюк е публикувана от Шлайер през май 1879 година в редактираното от него католическо списание „Сионска арфа“ (нем. Sionsharfe). През 1880 година авторът на езика издава подробен учебник на немски език. Самият Шлайер практически никога не пише книги на волапюк, което правели няколко писатели. Дълго време езикът е много популярен; към 1889 година на него по целия свят се издават 25 списания, написани са 316 учебника на 25 езика и има 283 клуба. Известен е случай, в който волапюк е бил роден език за човек – на дъщерята на професора по волапюк Хенри Кон – Корин Кон. За нейната по-нататъшна съдба не се знае нищо. През 1884 година се състои конференцията на говорещите волапюк във Фридрихсхафен, чийто работен език е немският. При втората конференция това се повтаря, но третата (Париж, 1889 г.) минава на волапюк. Към 1889 излизат повече от 30 периодически издания на волапюк. Институтът по преподаване възлизал на 1100 учители и 50 професори.

### Намаляване на популярността
Първоначалната популярност на волапюк е обусловена от относителната му простота. В него са намалени някои сложности на естествените езици, като:
- сложният правопис (характерен за английския и френския);
- двойственото число (характерно за арабския и някои славянски езици);
- непредсказуемото ударение (характерно за руския);
- многозначни думи, омоними, омофони

В това време много от особеностите на немския език, незатрудняващи неговите носители, преминават на волапюк. Например, съществителните имали 2 лица, 4 падежа, глаголите – 6 времена, 4 наклонения, 2 вида и 2 залога, изменят се по лице и число. До реформата през 1931 година се изменят и по род. Нарушава се принципът на съответствието на буква и звук (постепенно [ks], [gz], [ts], [dz], [tʃ], [dʒ] започват да се обозначават с една буква, при някои букви се допускали два варианта на прочитане). Системата на словообразуване преминава, както в немския, към дълги думи като lopikalarevidasekretel и klonalitakipafabludacifalopasekretan. В лексиката се използвали изменени до неузнаваемост елементи от европейските езици. Сложността на граматиката и неинтернационалността на лексиката отприщили критика и станали причина за падането на популярността на волапюк.
В течение на дълги години директор на Академията за волапюк е криптографът от Фландрия Огюст Кергховс (нем. Auguste Kerckhoffs). С течение на времето между него и Шлайер възникват триения, свързани с нежеланието на Шлайер, считащ волапюк за свое дете и своя собственост, да признае необходимостта от реформа, за която настоява Кергховс. Това внася разкол у много привърженици на волапюк и те напускат проекта, включвайки се в алтернативни езикови проекти като неутрално наречие и есперанто, по-прост етнимологически и граматически език, чието появяване през 1887 още повече усложнява състоянието на волапюк. В резултат на това много волапюкски клубове стават есперантистки.

### Реформа
През 1920 година неголяма група волапюкисти, начело с нидерландеца Ари де Йонг (на нидерл. Arie de Jong), разработват ревизия на езика и я представят през 1931 година. Де Йонг опростява граматиката (отменя рядко използвани глаголни форми, маха „половите“ глаголни окончания), а звукът [r] започва да се употребява по-често. В резултат на това някои думи се връщат към своето изконно английско или немско звучене (например, lömib (дъжд) се превръща в rein). След реформата на де Йонг волапюк преживява кратък подем на популярността си в Нидерландия и Германия, но с нахлуването на нацистите изучаването на изкуствени езици в тези страни е забранено и това окончателно „убива“ развитието и евентуалната разпространеност на волапюк.
Ето превода на „Отче наш“ на волапюк преди и след реформата от 1931 година:
| „Отче наш“ (1880) | „Отче наш“ (1931) |
| --- | --- |
| O Fat obas, kel binol in süls, paisaludomöz nem ola! Kömomöd monargän ola! Jenomöz vil olik, äs in sül, i su tal! Bodi obsik vädeliki givolös obes adelo! E pardolös obes debis obsik, äs id obs aipardobs debeles obas. E no obis nindukolös in tendadi; sod aidalivolös obis de bad. Jenosöd! | O Fat obas, kel binol in süls! Nem olik pasalüdükonöd! Regän ola kömonöd! Vil olik jenonöd, äsä in sül, i su tal! Givolös obes adelo bodi aldelik obsik! E pardolös obes döbotis obsik, äsä i obs pardobs utanes, kels edöbons kol obs. E no blufodolös obis, ab livükolös obis de bad! (Ibä dutons lü ol regän, e nämäd e glor jü ün laidüp.) So binosös! |

### Волапюк днес
В днешно време нивото на волапюкистите е сравнително ниско. Понастоящем в света има 20 – 30 волапюкисти, обединени в групи, управлявани от т.нар. лидери (на волапюк: Cifals). Днешният лидер на общността е Херман Филипс от 2014 г. насам. От 2007 г. Академията има нов устав; създаден е и дискусионен клуб, който обединява повечето живи хора, говорещи волапюк. Макар интересът към езика да не е голям, социалните мрежи поддържат страници за волапюкоговорещите. В интернет съществуват интерактивни речници и хранилища за произношение на думите, има няколко сайта и форума за волапюк. Основният печатен орган на Академията за волапюк е вестникът Volapükagased: Zänagased pro Volapükanef..
От самото създаване и популяризиране на волапюк има т.нар. лидери, които са:
- Йохан Мартин Шлайер (1879 – 1912)
- Алберт Щлюмер (1912 – 1948)
- Ари де Йонг (1947 – 1948 и 1951 – 1957)
- Якоб Шпренгер (1948 – 1950)
- Йохан Шмит (1950 – 1977)
- Йохан Крюгер (1977 – 1983)
- Брайън Бишоп (1984 – 2014)
- Херман Филипс (2014 – настояще)

## Правопис и правоговор

### Азбука
| Буква       | Произношение (МФА) | Буква       | Произношение (МФА) |
| ----------- | ------------------ | ----------- | ------------------ |
| A, a        | [a], [ɑ]           | N, n        | [n]                |
| Ä, ä (Ꞛ, ꞛ) | [ɛ], [æ]           | O, o        | [o], [ɔ]           |
| B, b        | [b]                | Ö, ö (Ꞝ, ꞝ) | [ø]                |
| C, c        | [tʃ], [dʒ]         | P, p        | [p]                |
| D, d        | [d]                | (R, r)      | [r]                |
| E, e        | [e]                | S, s        | [s], [z]           |
| F, f        | [f]                | T, t        | [t]                |
| G, g        | [g]                | U, u        | [u]                |
| H, h        | [h]                | Ü, ü (Ꞟ, ꞟ) | [y]                |
| I, i        | [i]                | V, v        | [v]                |
| J, j        | [ʃ], [ʒ]           | (W, w)      | [w]                |
| K, k        | [k]                | X, x        | [ks]               |
| L, l        | [l]                | Y, y        | [j]                |
| M, m        | [m]                | Z, z        | [ts], [dz]         |

Буквите ä, ö и ü се произнасят по същия начин, както на немски. C съответства на българското ч, j – на ш. S съответства на с, но когато е предшествано от звучна съгласна, се превръща в з (bs, ds, gs, ls). Преди реформата от 1931 г. буквите r и w не са включени в азбуката.
Забележка: ä, ö и ü нямат алтернативни форми, както ae, oe и ue на немски, но Шлайер предлага съответно буквите ꞛ, ꞝ, и ꞟ, които са включени във версия 7.0 на Уникод от юни 2014 г.
Няма дифтонги – всяка буква се произнася отделно и отчетливо.

### Букватаr
В азбуката на Шлайер буквата r не присъства поради съображението, че ще бъде трудно за китайците да я произнесат, затова на нейно място се използва l. На този принцип английското rose (роза) ще стане lose. Въпреки това в азбуката са включени гласните ö [ø] и ü [y], които не се срещат в много езици. Именно поради тази причина Ари де Йонг добавя и r към азбуката през 1929 г. В съвременния волапюк не съществуват много думи, които да съдържат тези две букви. Такива обаче са rel (религия) и lel (желязо).

### Ударение
Ударението при многосрични думи винаги пада върху последната сричка. Например, neai (никога) ще се произнесе [ne.a.ˈi] (неаѝ). Единственото изключение при това правило е въпросителната частица -li, която не носи ударение.

## Речников запас
Шлайер заимства речниковия запас предимно от английския, но също и от немския и френския. Въпреки това немалък брой думи остават трудно разпознаваеми за говорещите кой да е от трите езика. Например, думите vol (свят) и pük (език) произлизат от английските world (свят) и speak (говоря).

## Граматика
Граматиката на волапюк се основава на тази на повечето европейски езици, но за разлика от тях е с аглутинативен характер: граматичните отношения са посочени чрез прилепването на отделни афикси за всяко значение.

### Съществителни имена
Съществителните имена се изменят по падеж и число, но не и по род. На волапюк има четири падежа (пет със звателния). Ето таблица:
| Падеж      | Ед.ч. | Мн.ч. |
| ---------- | ----- | ----- |
| Именителен | ∅     | -s    |
| Родителен  | -a    | -as   |
| Дателен    | -e    | -es   |
| Винителен  | -i    | -is   |
| Звателен   | o ∅   | o -s  |

Ето и склонението на думата vol, значеща „свят“:
| Падеж      | Ед.ч.                    | Мн.ч.                            |
| ---------- | ------------------------ | -------------------------------- |
| Именителен | vol (свят, светът)       | vols (светове, световете)        |
| Родителен  | vola (на свят, на света) | volas (на светове, на световете) |
| Дателен    | vole (на свят, на света) | voles (на светове, на световете) |
| Винителен  | voli (свят, света)       | volis (светове, световете)       |
| Звателен   | o vol (о) свят!          | o vols (о) светове!              |

Както в немския, съществителните на волапюк се скланят в четири падежа: именителен, родителен, дателен и винителен. Съществува и звателен падеж, който се означава с поставянето на частицата o пред формата на съществителното в именителен падеж (било то в единствено или множествено число). В сложни думи първата част обикновено е отделена от втората чрез окончанието за родителен падеж (-a). Пример за това е самото име на езика: Vola-pük (букв. „език на света“). Съществуват и случаи, когато се използват и окончанията за другите падежи (-e за дателен или -i за винителен).

### Прилагателни имена и наречия
Прилагателните имена завършват винаги на -ik и обикновено стоят след съществителното, към което се отнасят. Така поставени, те не се съгласуват със съществителното по род или падеж, но ако стоят пред него, то тогава се съгласуват.
Например: Man löföm vomi jönik. (Мъжът обича хубавата жена.) → Man löföm jöniki vomi.
Наречията се образуват, като към -ik се добави наставката -o (с други думи, наречията, образувани от прилагателни, винаги завършват на -iko).
Например: gudik (добър, добра, добро) ще стане gudiko (добре). По принцип те следват глагола или прилагателното, към което се отнасят.

### Лични местоимения
Личните местоимения са обозначени с представката o-. Ето ги в обобщен вид:
| Лице   | Ед.ч.         | Мн.ч.     |
| ------ | ------------- | --------- |
| 1 лице | ob (аз)       | obs (ние) |
| 2 лице | ol (ти)       | ols (вие) |
| 2 лице | or (Вие)      | ors (Вие) |
| 3 лице | om (той)      | oms (те)  |
| 3 лице | of (тя)       | ofs (те)  |
| 3 лице | on (то)       | ons (те)  |
| 3 лице | os (безлично) | –         |
| 3 лице | oy (човек)    | –         |

Както е обозначено, множественото число се образува чрез прибавянето на -s към съответното местоимение: ob (аз) → obs (ние), ol (ти) → ols (вие) и т.н. Местоимението oy се използва, когато няма уточнено лице (в случая на български това би могло да се преведе най-често като „човек“, например: Binoy läbik, vem binoy saunik. (Човек е щастлив, когато е здрав). Въпреки че на волапюк не съществува категорията род при съществителните и прилагателните имена, то за сметка на това различава рода на думи, при които той е ясно изразен (например мъж, жена, момче, момиче и т.н.), поради което с тях вървят и съответните местоимения за мъжки и женски род. Ако не е ясно изразен, тогава се използва on. В множествено число всяко едно образува своето съответствие чрез прибавянето на -s, като на български винаги ще се преведат „те“. On се употребява, когато две местоимения не са от един и същи род (например: Man e vom binons läbik. (Мъжът и жената са щастливи) = Om e of binons läbik. (Те са щастливи).
Местоименията, подобно на съществителните и на прилагателните имена (когато предшестват съществителното), също се скланят по падеж и число:
| Единствено число  | Единствено число  | Единствено число  | Единствено число  | Единствено число  | Единствено число  | Единствено число   |
| Падеж             | ob (аз)           | ol (ти)           | or (Вие)          | om (той)          | of (тя)           | on (то)            |
| ----------------- | ----------------- | ----------------- | ----------------- | ----------------- | ----------------- | ------------------ |
| Именителен        | ob (аз)           | ol (ти)           | or (Вие)          | om (той)          | of (тя)           | on (то)            |
| Родителен         | oba (ми, моя)     | ola (ти, твоя)    | ora (Ви, Вашия)   | oma (му, неговия) | ofa (ѝ, нейния)   | ona (му, неговото) |
| Дателен           | obe (ми, на мен)  | ole (ти, на теб)  | ore (Ви, на Вас)  | ome (му, на него) | ofe (ѝ, на нея)   | one (му, на него)  |
| Винителен         | obi (ме, мен(е)   | oli (те, теб(е)   | oli (Ви, Вас)     | omi (го, него)    | ofi (я, нея)      | oni (го, него)     |
| Множествено число |                   |                   |                   |                   |                   |                    |
| Падеж             | obs (ние)         | ols (вие)         | ors (Вие)         | oms (те)          | ofs (те)          | ons (те)           |
| Именителен        | obs (ние)         | ols (вие)         | ors (Вие)         | oms (те)          | ofs (те)          | ons (те)           |
| Родителен         | obsa (ни, нашия)  | olsa (ви, вашия)  | orsa (Ви, Вашия)  | omsa (им, техния) | ofsa (им, техния) | onsa (им, техния)  |
| Дателен           | obse (ни, на нас) | olse (ви, на вас) | orse (Ви, на Вас) | omse (им, на тях) | ofse (им, на тях) | onse (им, на тях)  |
| Винителен         | obsi (ни, нас)    | olsi (ви, вас)    | orsi (Ви, Вас)    | omsi (ги, тях)    | ofsi (ги, тях)    | onsi (ги, тях)     |

Възвратното местоимение е ok (себе) си). То също се скланя по падеж. Пример: Flapom oki. (Той се удря/себе си.)
Местоимението за взаимност е od (един друг). Пример: Löfons odis. (Те се обичат (един друг(иго). Да не се бърка с: Löfons okis. (Те се обичат. = Те обичат себе си.)

### Притежателни прилагателни
Притежателните прилагателни се образуват, като към съответното лично местоимение се прибави или окончанието за прилагателни имена (-ik), или това за родителен падеж (-a). И те, подобно на всяко друго прилагателно, могат да стоят преди или след съществителното, към което се отнасят, като се спазва правилото за съгласуване в зависимост от мястото им спрямо него. Ето таблица с двете възможни форми:
| Лице   | Ед.ч.    | Мн.ч.      |
| ------ | -------- | ---------- |
| 1 лице | obik/oba | obsik/obsa |
| 2 лице | olik/ola | olsik/olsa |
| 2 лице | orik/ora | orsik/orsa |
| 3 лице | omik/oma | omsik/omsa |
| 3 лице | ofik/ofa | ofsik/ofsa |
| 3 лице | onik/ona | onsik/onsa |

Единствено думите на -ik се скланят, докато родителните форми на -a не се скланят независимо от мястото им спрямо съществителното:
Mot obik löfof obi. (Майка ми ме обича.) = Obik mot löfof obi.
Löfob moti obik/oba. (Обичам майка си.) = Löfob obiki/oba moti.

## Уикипедия на волапюк
Волапюкската Уикипедия е известна с това, че повечето от статиите ѝ са създадени от ботове. Почти всички са създадени от единствения активен участник в проекта – Smeira. Това предизвиква негодувание у много участници в другите Уикипедии, тъй като повечето от тях смятат, че подобни методи са несъвместими с правилата на Уикипедия и че данните от раздела на Уикипедия на волапюк трябва да бъдат изтрити. На 25 декември 2007 г. е започнато гласуване за пренасяне на Уикипедия на волапюк обратно в Инкубатор Уикимедия.